# Carrer de la Civaderia (Montblanc)
Carrer de la Civaderia és una obra de Montblanc (Conca de Barberà) inclosa a l'Inventari del Patrimoni Arquitectònic de Catalunya.

## Descripció
El carrer de la Civaderia conserva encara un arc apuntat sobre el qual s'aixeca una construcció amb restes de muralla. Aquest és l'únic edifici original i construït amb carreus. La resta, malgrat que conserva encara alguns elements originals com un arc de descàrrega, són cases posteriors i totalment reformades recentment, amb una voluntat arqueològica.